# Chrétiens orientaux au Québec
Les chrétiens orientaux forment des minorités religieuses et culturelles au Québec, province canadienne historiquement en majorité catholique de rite latin.

## Histoire
On y trouve aussi des Québécois de souche, convertis à un culte oriental par leur parcours intellectuel ou par amour.

## Sociologie et démographie
En 2001, le nombre d'orthodoxes déclarés était de 100 370 à cela s'ajoutait les catholiques orientaux.
Au regard de la croissance du nombre d'orthodoxes  entre 1991 et 2001, plus 12,4 %  et l'importance des flux migratoires en provenance de pays à tradition orthodoxe comme la Roumanie (+ 10464), la Bulgarie (+3242) ou la Moldavie (+2586) entre 2004 et 2008.
Sans compter l'immigration en provenance du Liban (+8710) dont au moins 50 % sont chrétiens.
La population des chrétiens orientaux augmente entre 5 000 et 6 000 par an.
L'on peut donc évaluer leur nombre en 2011 entre 150 000 et 170 000.

## Organisation

### Les Églises orthodoxes orientales
- Église apostolique arménienne

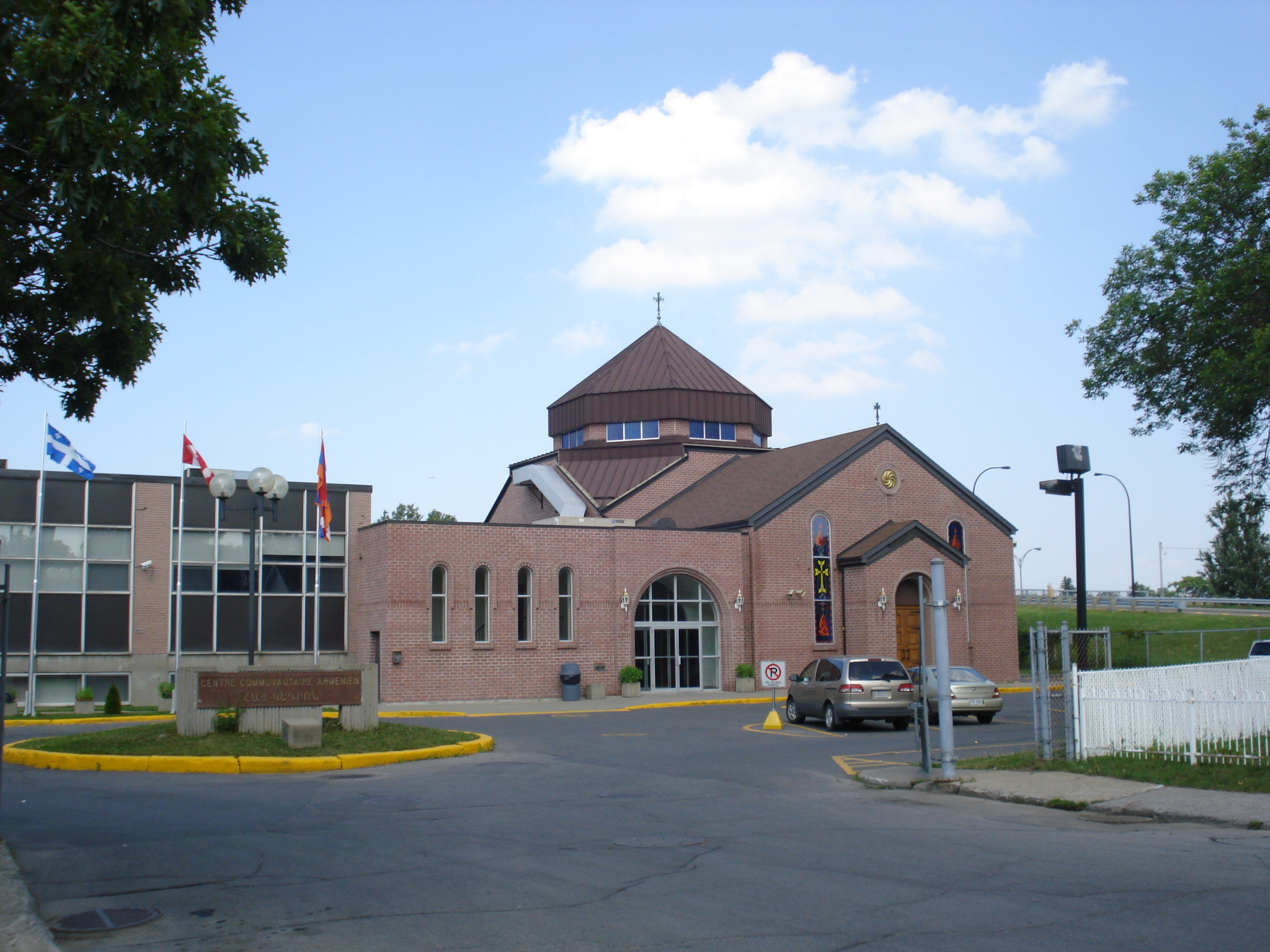
Cathédrale arménienne Saint Jacques

(Catholicossat de tous les Arméniens) : (Diocèse du Canada)
Cathédrale Saint Grégoire l'Illuminateur à Outremont et l'église de la Sainte Croix en construction à Laval.
(Catholicossat arménien de Cilicie) : (Prélature du Canada)
Cathédrale Saint Jacques à Montréal et l'église Sourp Kevork à Laval.
- Église copte orthodoxe (Diocèse de l'est canadien[3]) :

Dans le Grand Montréal, il y a cinq paroisses dont la grande église Saint Georges et Saint Joseph  à Pierrefonds, Saint Marc dans le centre-ville de Montréal, la Vierge Marie à Saint Hubert, l'Archange Michaël à Laval, et Saint Pierre et Saint Paul à Pointe-Claire. Depuis 2011, il y a une nouvelle paroisse à Québec (ville) sous le nom de la Vierge Marie, Saint Mina et du Pape Cyril.Par décret Papale de sa Sainteté Tawadros III daté du 25 août 2016 une nouvelle église s'ajoute à la famille des églises du grand Montréal. Plus précisément dans la couronne nord à Sainte-Thérèse. Cette église est consacrée à Saint Mina et Pape CYRILLE VI.
- Église syriaque orthodoxe (Vicariat patriarcal du Canada) :

Cathédrale Saint Jacques en projet de construction à Montréal (actuellement la communauté loue une église catholique) et l'église Saint Ephrem à Sherbrooke
- - Église syro-malankare orthodoxe (Archidiocèse d'Amérique du Nord)

Communauté Mor Gregorios à Montreal depuis février 2018.
- Église éthiopienne orthodoxe (Diocèse du Canada) :

Paroisse Tewahedo medhanealem à Montréal a acheté une ancienne mission ukrainienne début 2012  et l'église Debre Zihon St. Mary à Gatineau
- Église malankare orthodoxe (Diocèse d'Amérique du Nord-Est) :

Paroisse Saint Thomas à Brossard
- Église érythréenne orthodoxe

Eglise de la Sainte Trinité (membre du diocèse copte de l'est canadien) à Lachine au sein de l'église catholique du Saint Sacrement.
Église érythréenne Orthodoxe Tewahdo St-Mary (membre du diocèse des USA et du Canada).

### Les Églises orthodoxes

#### Les Églises canoniques

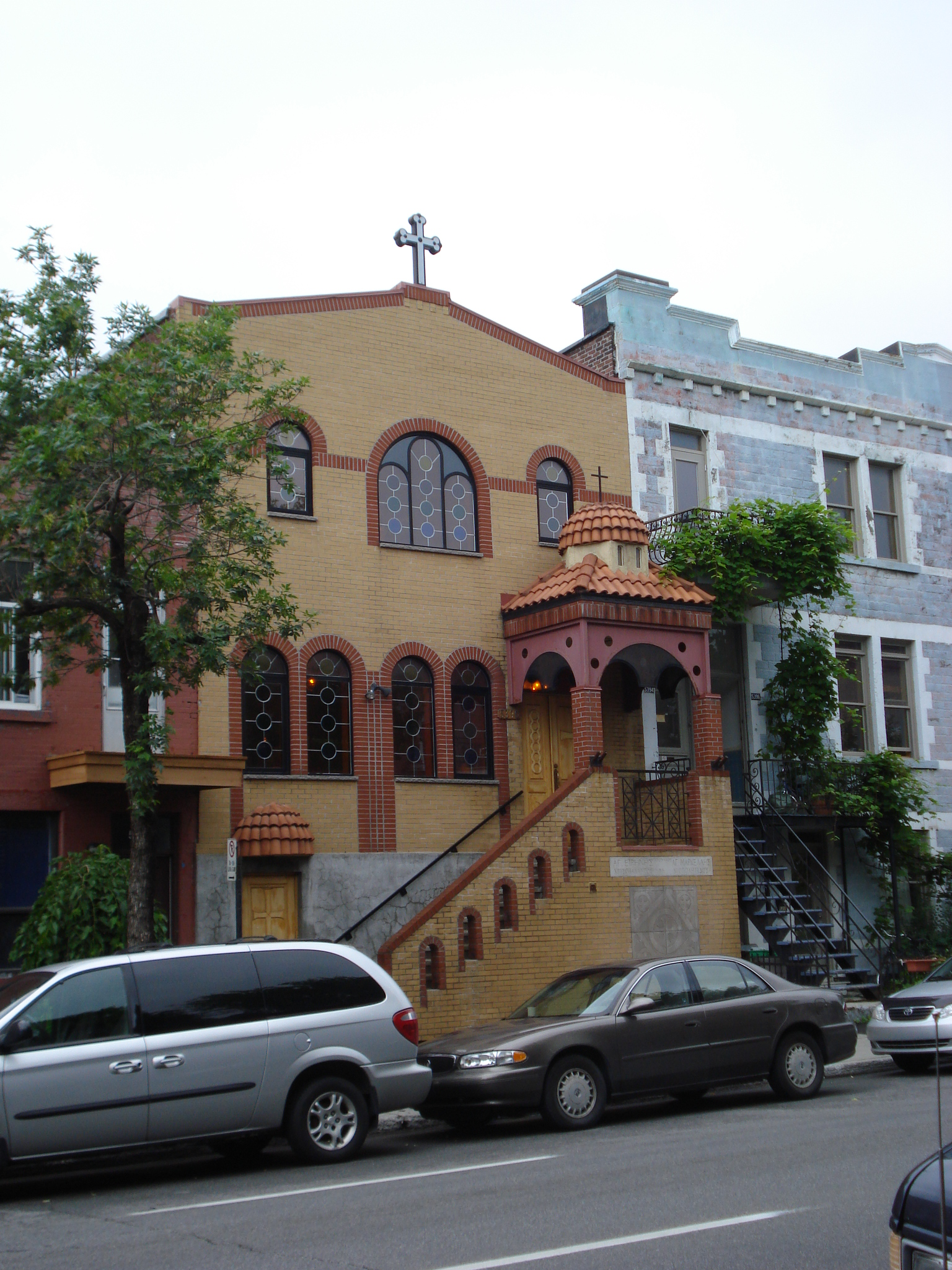
Église grecque orthodoxe Saint Markella

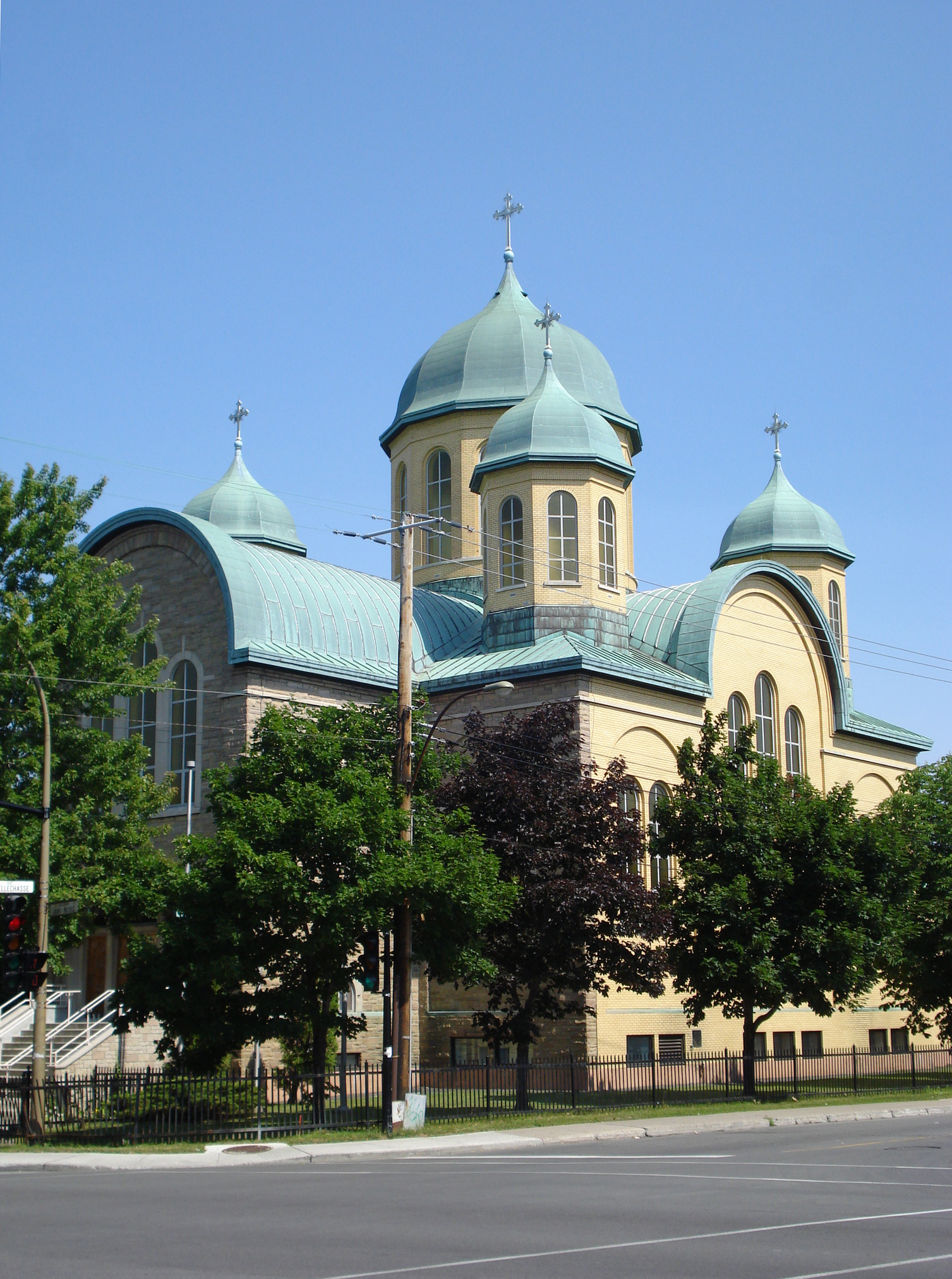
Cathédrale Orthodoxe Ukrainienne Sainte-Sophie

- Église orthodoxe de Constantinople :

1. Métropole orthodoxe grecque du Canada de Toronto :

Cathédrale Saint Georges, l'église Saint Michaël Archange, l'église de la Dormition, l'église Saint Markella, l'église
Evangelismos Tis Theotokou à Montréal.
L'église Saint Nicolas et celle de Sainte Croix à Laval.
L'église Dionysos à LaSalle et l'église Saint Constantin et Sainte Hélène à Dollard-des-Ormeaux.
Les églises Sainte Marinas et Saint Jean Baptiste à Saint Hubert.
L'église Evangelismos à Québec
Et le monastère de la Vierge Marie Consolatrice à Brownsburg-Chatham
1. Église orthodoxe ukrainienne du Canada

Cathédrale Sainte Sophie et l’église de la Protection de  la Mère de Dieu dans le quartier ukrainien de Montréal.
Église Saint Georges à Lachine.
1. Église orthodoxe d'Ukraine

Monastère de la Protection de la Mère de Dieu à Wentworth.
- Église orthodoxe d'Antioche (Archidiocèse orthodoxe antiochien d'Amérique du Nord ) :

Les églises Saint Nicolas, de la Vierge Marie, et Saint Georges à Montréal.
Ainsi que la mission Saint Jean Baptiste à Laval.
- Église orthodoxe en Amérique

1. Archidiocèse du Canada :

Cathédrale russe Saint Pierre et Saint Paul, l’église anglophone du Signe de la Théotokos et la paroisse francophone Saint Benoit de Nursie à Montréal.
L'église en bois du monastère Saint Séraphim de Sarov dans le cimetière russe de Rawdon.
Paroisse de la Sainte Trinité à Québec.
Dans l'Abitibi-Témiscamingue seule demeure active la chapelle Sainte Marie Madeleine à Amos, les églises russes de Rouyn-Noranda et de Val-d'Or sont devenues des musées.
Depuis peu, il y a une mission Saint Jean Chrysostome dans la région de Vaudreuil-Soulanges, ainsi qu'à Sherbrooke depuis 2015 .
Enfin, la mission albanaise

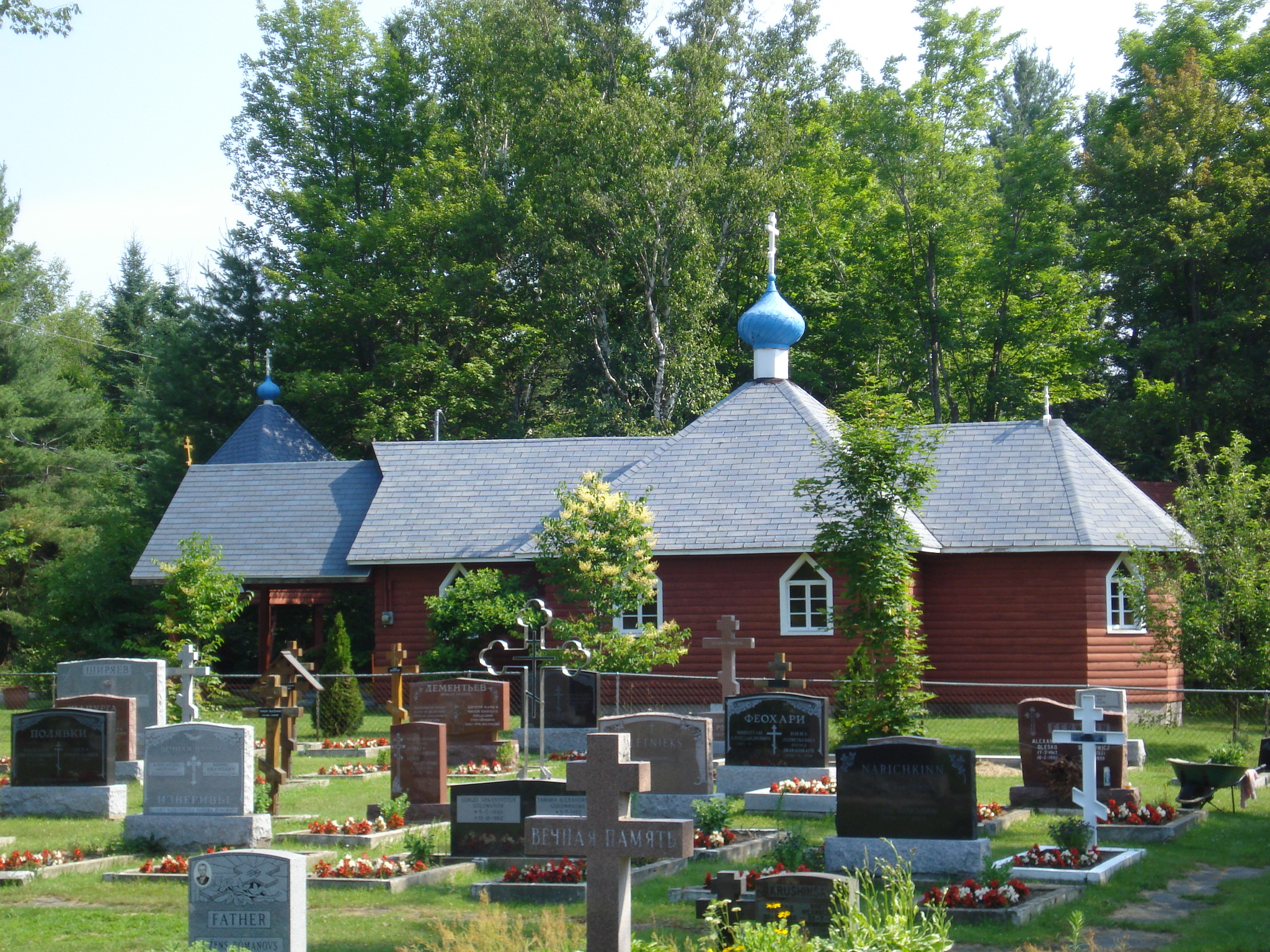
Église Saint Séraphim de Sarov

1. Épiscopat orthodoxe roumain d'Amérique :

L’église de l’Annonciation et huit missions dont la mission Saint Elie, de l’Ascension de Notre Seigneur, des Saints Martyrs Brancoveanu et Saint Nicolas à Montréal.
Et celles de la Nativité de la Mère de Dieu et de Saint André à Laval,
Plus, l'église Saint Pierre et Saint Paul dans le quartier de Loretteville à Québec consacrée en mai 2013   et la mission Saint Panteleimon à Saint-Eustache (Québec).
- Église orthodoxe de Roumanie (Archidiocèse orthodoxe roumain d'Amérique et du Canada) :

Cathédrale Saint Jean Baptiste, l'église des Saints Archanges et la mission Saint Demetrios à Montréal.
L'église Saint Georges à Saint-Hubert (Longueuil)
Église Sainte Marie à Gatineau achetée en 2010 et consacrée le 11 mai 2014, Saint Constantin et Sainte Hélène à Sherbrooke, et Sainte Minas à Sept-Îles.
- Église orthodoxe de Serbie (Éparchie du Canada) :

Église de la Sainte Trinité à Montréal et l'église Saint-Siméon-le-Myroblyte nouvellement construite à Sherbrooke
- Église orthodoxe de Bulgarie (Diocèse orthodoxe bulgare en Amérique) :

Église Saint Ivan Rilsky à Montréal.
- Église orthodoxe russe hors frontières (Diocèse du Canada) :

Cathédrale Saint Nicolas à Montréal, l'église de l’Icône de la Mère de Dieu de Kazan à Rawdon et l’église Saint Jean de Suchawa à Lachine (première église orthodoxe construite en 1911).

#### Les Églises non canoniques
- Église orthodoxe russe en exil (Synode de Mgr Vladimir) :

Chapelle Saint Séraphim de Sarov à Montréal  et le  monastère en bois de la Transfiguration à Potton (Mansonville) .
- Église orthodoxe russe hors frontières - District de la diaspora de l'Église orthodoxe russe[13]

Chapelle de l'Icône de la Mère de Dieu à Saint Bruno.
- Église orthodoxe macédonienne :

Communauté Saint Athanase en formation  à Montréal
- Églises orthodoxes vieilles-calendaristes de Grèce :

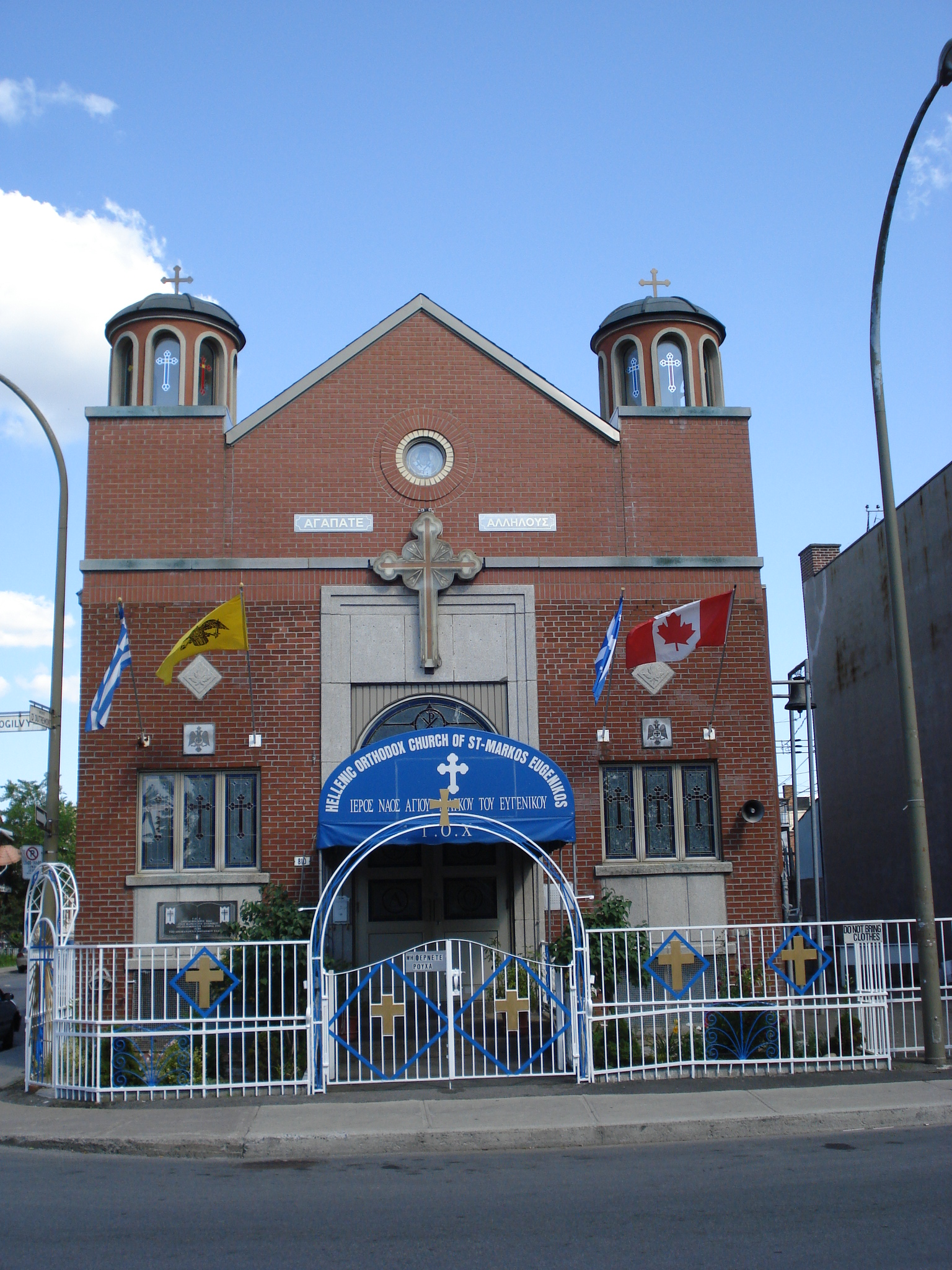
St. Markos Eugenikos Greek Orthodox Church

Au Canada, il y a une vingtaine de paroisses ou missions dont, au Québec :
- Église des vrais chrétiens orthodoxes de Grèce - Synode Chrysostomite (Sainte Métropole d’Amérique) :

Église Saint Marc Eugenikos et couvent Sainte Anne à Montréal et le monastère Saint Jean le Théologien à Sainte-Émélie-de-l'Énergie.
- Vraie Église orthodoxe de Grèce - Synode matthéiste : Église de la Sainte Trinité à Laval.
- Vraie Église orthodoxe de Grèce - Synode Gregorien : Chapelle Saint Dimitri  à Montréal.

### Les Églises catholiques orientales
- Église catholique arménienne (Éparchie Notre-Dame de Nareg à New York) :

Paroisse Notre Dame de Nareg à Montréal.

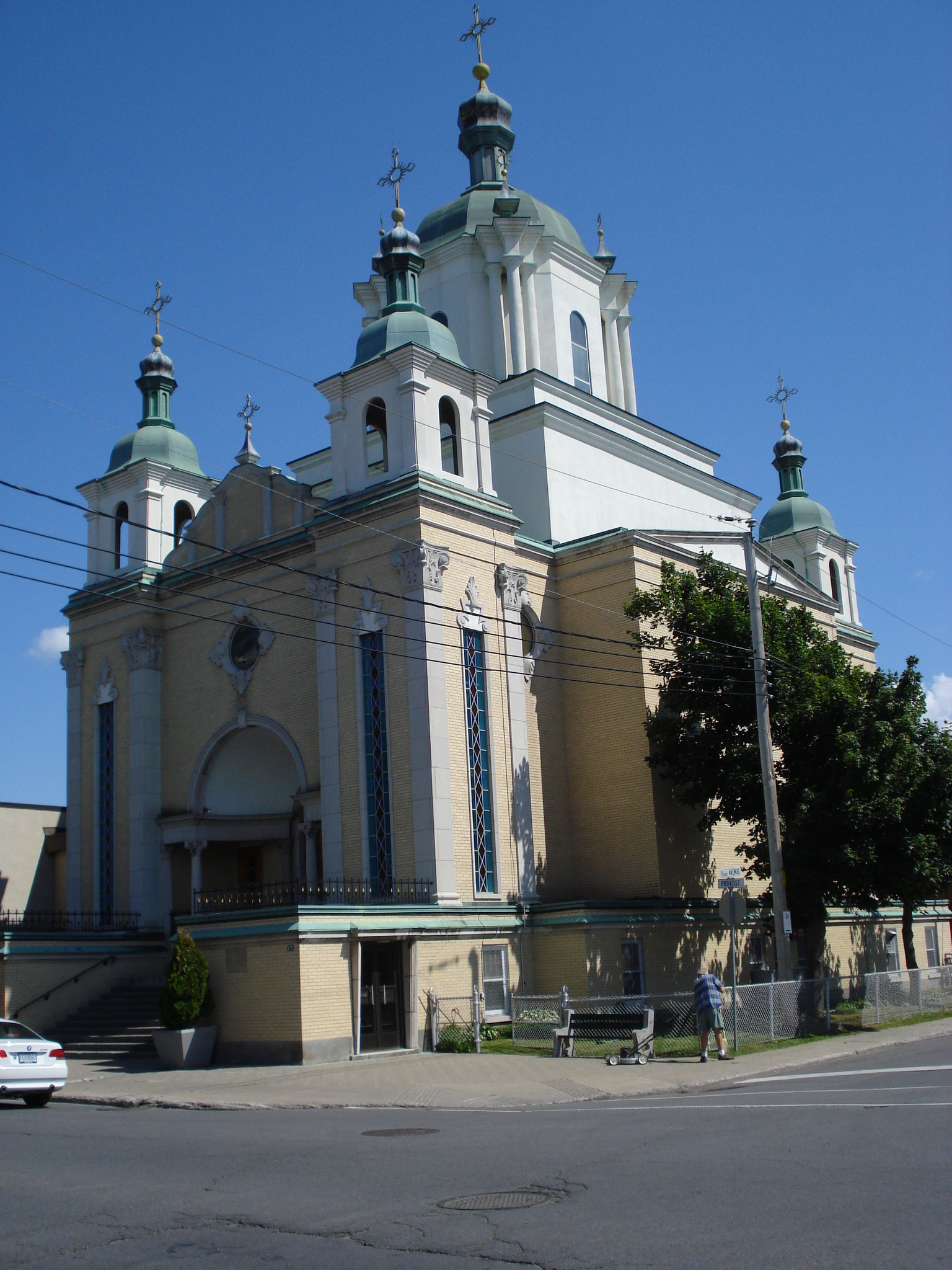
Église gréco-catholique ukrainienne Saint Basile le Grand.

- Église grecque-catholique ukrainienne (Éparchie catholique ukrainienne de Toronto) :

Les premiers ukrainiens arrivent à Montréal en 1899, la première église (Saint Michel) est construite en 1915.
La ville compte aussi, l'église de l’Assomption, du Saint Esprit, et celle de Saint Jean Baptiste.
À Lachine, l'église Saint Basile le Grand fut construite en 1956.
À Pierrefonds, la mission Saint André.
Dans l'Abitibi-Témiscamingue, les églises du Christ Roi à Rouyn-Noranda et celle de la Protection de la Mère de Dieu à Val d'Or.
- Église maronite (Éparchie Saint Maron de Montréal) :

Plusieurs paroisses dont la cathédrale Saint Maron et le monastère Saint Antoine à Outremont
- Église catholique chaldéenne (Éparchie Mar Addaï de Toronto des Chaldéens) :

Paroisse des Saints Martyrs d'Orient à Montréal
- Église catholique syriaque (Exarchat apostolique du Canada pour les fidèles syro-catholiques):

Deux paroisses celle de Saint-Éphrem et celle de l'Assomption, avec un centre communautaire à Laval
- Église grecque-catholique melkite (Éparchie Saint-Sauveur de Montréal des Melkites)

Cathédrale Saint Sauveur construite en 2007, et plusieurs paroisses, dont Notre Dame de l'Annonciation (propriétaire de l'église latine Sainte Suzanne depuis décembre 2012).

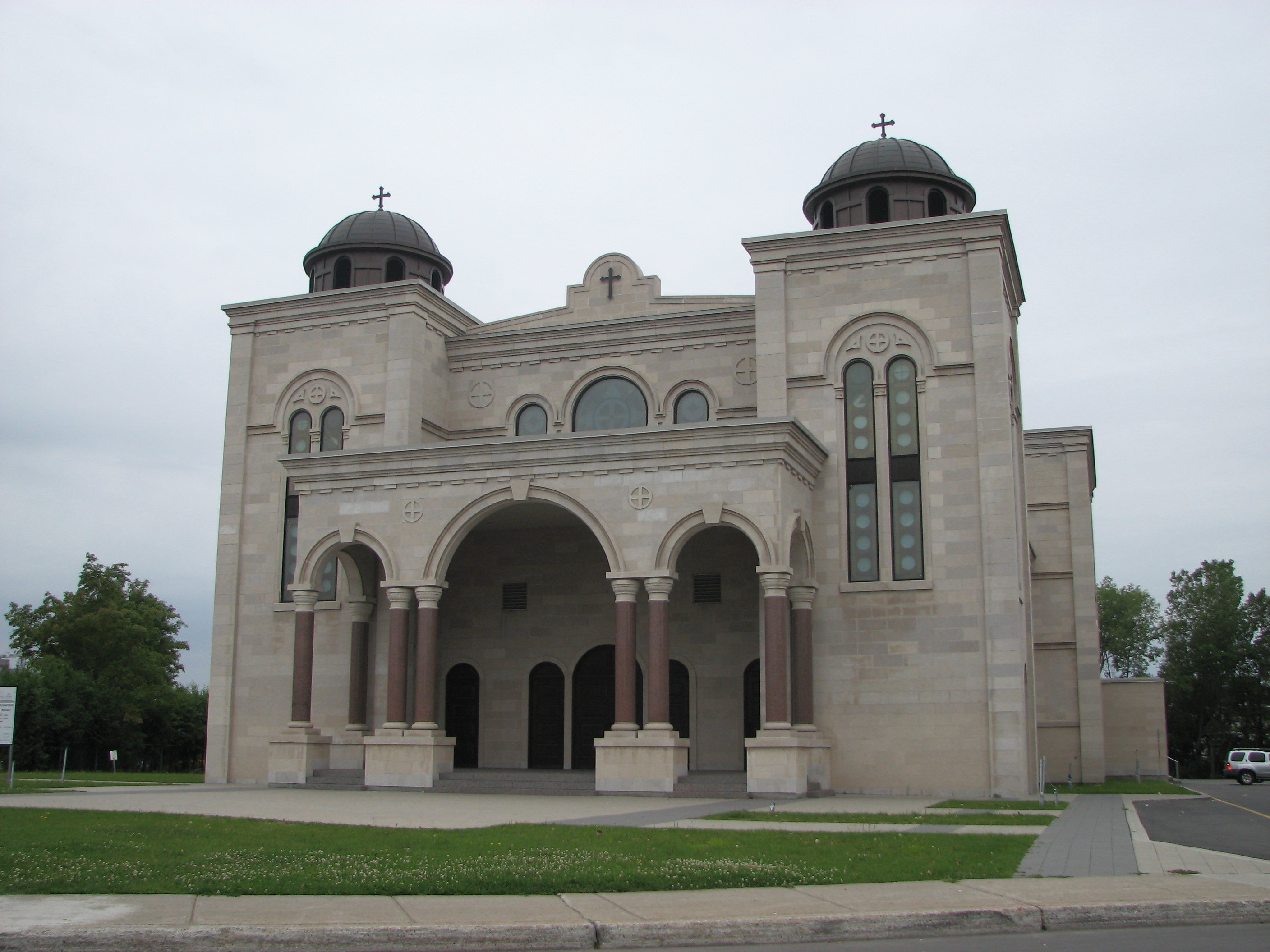
Cathédrale Melkite Saint Sauveur de Montréal

- Église grecque-catholique russe :

La paroisse de la Présentation de la Mère de Dieu à Montréal n'existe plus depuis 1997, l'église de style russe est aujourd'hui occupée par la paroisse chaldéenne.
- Église grecque-catholique roumaine (Éparchie Saint Georges de Canton des Roumains) :

Paroisse de la Nativité de Mère de Dieu à Montréal.
- Église catholique copte :

Paroisse Notre Dame d’Égypte à Laval.
- Église grecque-catholique slovaque: (Éparchie saints Cyrille et Méthode de Toronto des Slovaques)

La paroisse de Montréal a vendu son église  à Bethel Pentecostal Church en 2010.

### Liens externes

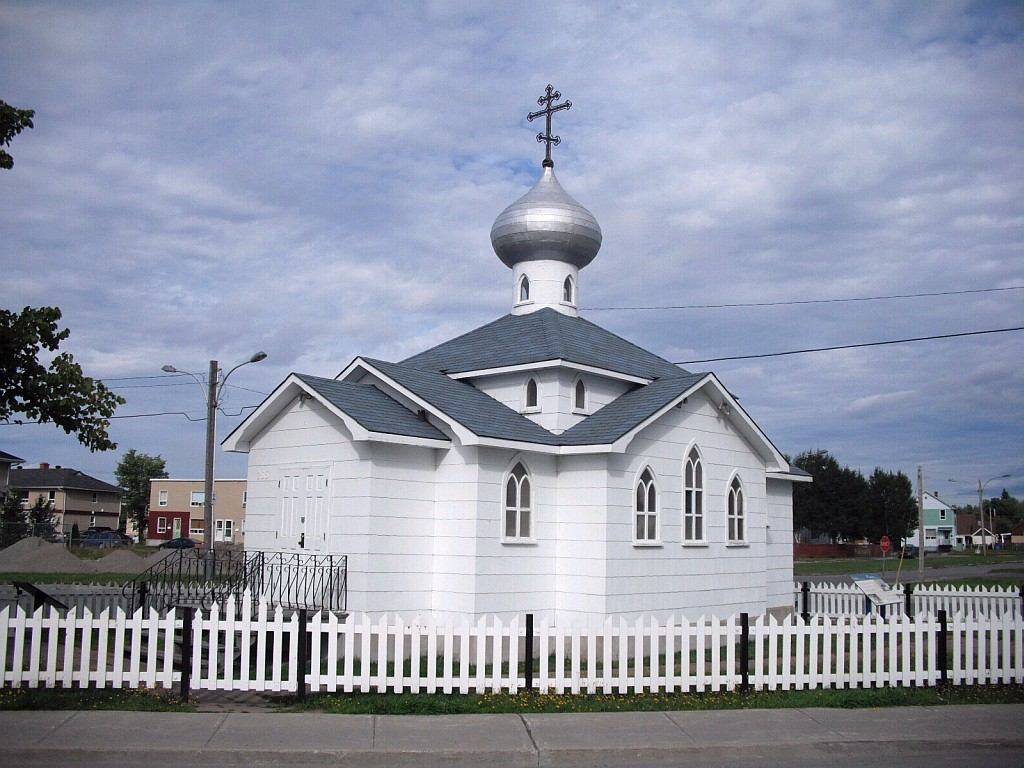
Église orthodoxe (Val-d'Or).

### Les Églises protestantes orientales
- Église évangélique arménienne (Union des Églises évangéliques arméniennes d'Amérique du Nord) :

l'église évangélique arménienne fondée en 1964 à Laval et l'église évangélique arménienne (1re) fondée en 1960 à Montréal
- Église Évangélique des Frères Arméniens (en) (Armenian Evangelical Brotherhood Church)

Communauté fondée en 1976.
- Église malankare Mar Thoma (Diocèse d'Amérique du Nord) :

Communauté d'une quinzaine de familles à Montréal

#### Localisation de tous les lieux de culte
- (en + fr) Carte (2020)

#### Orthodoxes
- (fr) Répertoire des communautés orthodoxes au Québec